# Aeromonas salmonicida
Aeromonas salmonicida – gram-ujemna ṿ-proteobakteria występująca w formie nieorzęsionej pałeczki o średnicy mniej więcej 1 μm i około 2μm długości. Komórki są często połączone w pary, łańcuszki lub inne agregaty. Są nieruchliwe, nie tworzą spor. Optymalna temperatura dla rozwoju tej bakterii to 20-25 °C. Niektóre szczepy wytwarzają brązowy barwnik.
Wywołuje chorobę ryb zwaną wrzodzienicą łososiowatych. Sprzyja jej duże zagęszczenie ryb. mała ilość tlenu, duże ilości amoniaku i związków organicznych w wodzie. U zarażonych ryb dochodzi do uszkodzenia mięśni. Ryby stają się osłabione, a na ich skórze pojawiają się wrzody (czyraki). Po 2-3 tygodniach ryby zdychają.
Choroba wyrządza duże szkody w hodowlach. W czystej wodzie bakteria ginie w ciągu kilku dni.